# 1993 في روسيا
فيما يلي قوائم الأحداث التي وقعت خلال عام 1993 في روسيا.

## سياسة

### تعيين في المنصب
- 12 ديسمبر – بوريس نيمتسوف عضو مجلس اتحاد روسيا.
- 12 ديسمبر – غينادي زوغانوف عضو مجلس الدوما.

## مواليد

### يناير
- 14 يناير – ماريا كوتشينا منافِسة أوليمبية روسية.
- 25 يناير – بافيل موجيليفتز لاعب كرة قدم روسي.

### مارس
- 15 مارس – ألكسندرا كرونتش لاعبة كرة مضرب صربية.
- 19 مارس – ألكسندر كوزلوف لاعب كرة قدم روسي.

### أبريل
- 2 أبريل – إليزافيتا غولوفانوفا عارضة روسية.
- 14 أبريل – كريستال بويد
- 25 أبريل – ألكسندر إيفانوف رياضي روسي.

### يونيو
- 27 يونيو – فالينتينا إيفاخنينكو لاعبة كرة مضرب أوكرانية.

### أغسطس
- 30 أغسطس – أليكسي دينيسينكو لاعب تايكوندو روسي.

### أكتوبر
- 9 أكتوبر – حسن خالمورزياف لاعب جودو روسي.
- 11 أكتوبر – نيكيتا أوجلوف منافِس ألعاب قوى روسي.
- 26 أكتوبر – سيرجي كراسيف لاعب كرة سلة روسي.

### نوفمبر
- 6 نوفمبر – دنيس نوفيكوف لاعب كرة مضرب أمريكي.

## وفيات

### يناير
- 1 يناير – إيغور أكيموشكين (مواليد 1929)
- 6 يناير – رودولف نورييف (مواليد 1938)

### فبراير
- 19 فبراير – الكسندر دافيدوف (مواليد 1912) فيزيائي أوكراني.

### أبريل
- 9 أبريل – أبي باين (مواليد 1906) ملاكم من الولايات المتحدة الأمريكية.

### يونيو
- 5 يونيو – إيدا أداموف (مواليد 1910) لاعبة كرة مضرب فرنسية.

### يوليو
- 24 يوليو – فيكتور بانكراشكين (مواليد 1957)

### أغسطس
- 23 أغسطس – غريغوري غاي (مواليد 1900)

### نوفمبر
- 3 نوفمبر – ليون ثيرمن (مواليد 1896)
- 7 نوفمبر – أندريه تيخونوف (مواليد 1906) رياضياتي روسي.